# Grand Prix Indii Formuły 1
Grand Prix Indii – wyścig Formuły 1, który po raz pierwszy został zorganizowany w sezonie 2011 mistrzostw świata.
Początkowo pierwsze Grand Prix miało się odbyć w sezonie 2010, jednak inauguracyjny wyścig przeniesiono na sezon 2011. Wyścigi odbywają się na zaprojektowanym przez Hermanna Tilke torze Buddh International Circuit, który znajduje się w oddalonym o 50 km od Delhi mieście Greater Noida w Jaypee Greens Sports City. Wszystkie trzy wyścigi wygrał Sebastian Vettel.

## Zwycięzcy Grand Prix Indii
| Sezon | Kierowca         | Konstruktor     | Tor                         |        |
| ----- | ---------------- | --------------- | --------------------------- | ------ |
| 2011  | Sebastian Vettel | Red Bull Racing | Buddh International Circuit | Wyniki |
| 2012  | Sebastian Vettel | Red Bull Racing | Buddh International Circuit | Wyniki |
| 2013  | Sebastian Vettel | Red Bull Racing | Buddh International Circuit | Wyniki |
| Sezon | Kierowca         | Konstruktor     | Tor                         |        |

Liczba zwycięstw (kierowcy):
- 3 – Sebastian Vettel

Liczba zwycięstw (konstruktorzy):
- 3 – Red Bull Racing